# Hans van der Zouwen
Johannes (Hans) van der Zouwen (1939) is een Nederlandse socioloog en emeritus hoogleraar Methoden en Technieken van Sociaal-Wetenschappelijk Onderzoek aan de Vrije Universiteit (VU) te Amsterdam.

## Levensloop
Van der Zouwen promoveerde in 1970 in de sociologie aan de Vrije Universiteit op zijn proefschrift getiteld "De Gereformeerden en de Vrije Universiteit : sociologisch onderzoek naar inhoud en ontwikkeling van de relatie tussen een instelling en haar recruteringsveld voor steunverlening".
In het jaar na zijn promotie gaf Van der Zouwen aan de Vrije Universiteit een openbare les over "De probleemstelling als probleem", en ging zich verder verdiepen in de methoden en technieken van sociaal-wetenschappelijk onderzoek. Twee jaar eerder was hij al aangesteld als hoofd van de afdeling Methoden en Technieken van de Faculteit der Sociale Wetenschappen (FSW) van de VU, en bleef dit tot 2001. In 1977 werd hij hier tevens aangesteld als hoogleraar, waarbij hij zijn intrede-rede wijdde aan "Het interview ondervraagd : naar een model van het interview-proces". Hij bleef 27 jaar hoogleraar en ging in 2004 met emeritaat met de rede over "De interviewer, hulp of hindernis?".
Van der Zouwen was verder voorzitter van enkele organisaties op zijn gebied zoals het SISWO en de NOSWO. Als emeritus blijft hij wel betrokken bij de Interuniversity Graduate School of Psychometrics and Sociometrics (IOPS), gevestigd aan de Universiteit Leiden.
Tot zijn promovendi behoren onder andere Edith de Leeuw en Toon W. Taris. Ter ere van hem heeft de Faculteit der Sociale Wetenschappen van de VU de jaarlijkse "FSW Johannes van der Zouwen masterthesisprijs" ingesteld voor de beste masterthesis op het gebied van sociaalwetenschappelijk onderzoek.

## Werk
Van der Zouwens onderzoeksinteresse begon met zijn promotie-onderzoek naar de relaties tussen de Gereformeerde Kerk en de Vrije Universiteit. Eenmaal aan het werk is hij zich gaan specialiseren in methoden en technieken voor het sociaal wetenschappelijk onderzoek, met name de interviewtechniek en de vraag hoe de resultaten kunnen worden verbeterd met standaard-vragenlijsten. Zijn specifieke interesse betrof verder de cybernetica en haar toepassingen in de sociale wetenschap, ook wel sociocybernetica genoemd.

## Publicaties
Een selectie:
- 1970. De Gereformeerden en de Vrije Universiteit : sociologisch onderzoek naar inhoud en ontwikkeling van de relatie tussen een instelling en haar recruteringsveld voor steunverlening.
- 1972. De veranderingen in de gereformeerde kerk : onderzoek naar de opvattingen van kerkleden over normen en taken van de kerk.
- 1978. Sociocybernetics : an actor-oriented social systems approach. Met Felix Geyer (red.)
- 1982, Response behaviour in the survey-interview. Met Wil Dijkstra (red.)
- 1987. A methodological comparison of the data quality in telephone and face-to-face surveys : a meta analysis of the research literature. Met Edith de Leeuw. Universiteit van Amsterdam. Subfaculteit Opvoedkunde.
- 1989. Sociaal-wetenschappelijk onderzoek met vragenlijsten : methoden, knelpunten, oplossingen. Met Wil Dijkstra (red.)